# Ana de Tord
Ana de Tord Figueras (Barcelona, 1958 - íd., 16 de novembre de 2013) va ser una dissenyadora gràfica.

## Carrera professional
Es graduà en Disseny Gràfic a l'escola Eina de Barcelona, al 1981. Inicià la seva tasca professional a Jordi Matas i Associats i l’any 1986 obrí el seu estudi de disseny. Treballà, sobretot, en l’àmbit editorial, la identitat corporativa i el disseny d'exposicions.
Ha treballat per a empreses editorials com Orbis, Grupo Anaya i Ariel; és autora de la imatge gràfica d’institucions com el Departament de Cultura de la Generalitat de Catalunya, el Barcelona Centre de Disseny, el MACBA o el Ministerio de Cultura. És seva la imatge gràfica del Festival de Torroella de Montgrí, l’Espai Gaudí per a La Pedrera, l’Associació Catalana de Productors Cinematogràfics, la Bienal Europea del Patrimonio, o la Fundació Caixa de Catalunya.
Ha dissenyat els catàlegs d’exposicions diverses, com “Picasso Cubista” (1988, per a Fundació Caixa de Barcelona), “Agustí Centelles” i “Fauna secreta” (1989, per a Fundació Caixa de Catalunya), “Barcelona, capital editorial” (1993, per al Barcelona Centre de Disseny), “Vassily Kandinsky, la revolució del llenguatge pictòric” (1995, per al MACBA) o “Le Corbusier i Barcelona” (1998, per a Fundació Caixa de Catalunya). I també cartells, com ara el dels Jocs Florals de Barcelona de 1997. Amb les dissenyadores Mercedes de Azúa, Tere Moral i Xeixa Rosa, col·laborà en el projecte del Fòrum Universal de les Cultures (2004, Ajuntament de Barcelona).
També col·laborà amb les companyies de dansa de Cesc Gelabert i Àngels Margarit. I fou docent a l’escola Eina, com a professora de Projectes, entre 1992 i 1996.

## Reconeixements
L’any 1982 va rebre el Primer Premi Internacional de Dibuix, atorgat per la Fundació Joan Miró.
Al 2019 la seva obra va formar part de la mostra Diseñadoras gráficas, que constituïa un reconeixement a la primera generació de dones professionals del disseny gràfic a Catalunya, formades en les primeres promocions d’escoles com Elisava (creada el 1961) i Eina (creada el 1967).
Així mateix, Ana de Tord va ser una de les creadores presents a l'exposició Som aquí. Les dones en el disseny 1900-Avui, organitzada el 2023 pel Museu del Disseny de Barcelona, que recuperava les dissenyadores pioneres dels anys 1960, 1970 i 1980 a Catalunya.

## Obra
- de Tord, Ana. PICASSO CUBISTA (1907-1920). Guia de l'exposició.  Barcelona: Fundació Caixa de Barcelona, 1987.